# Leonberg
Leonberg er en by i den tyske delstat Baden-Württemberg, som ligger i kreisen Böblingen. Leonberg har 45.587 indbyggere (2006). Leonberg er kendt for at være fødested for hunderacen Leonberger